# 聖約翰島

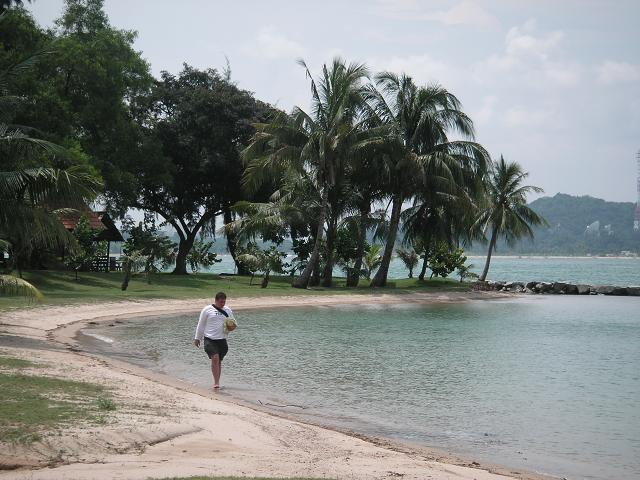
聖約翰島北面的海灘

聖約翰島（英語：Saint John's Island），又称棋樟山，旧译上川岛，是位於新加坡的東南部外海的島嶼。此處與印尼安樂島（Pulau Senang）之間的水道，是新加坡海峽乃至馬六甲海峽最窄處，僅闊2.8公里。

## 交通
- 島上沒有汽車公路，遍布羊腸小徑；
- 島上北部設有兩個碼頭，設有定期航班，來往聖淘沙島的「渡輪中心」（Sentosa Ferry Terminal）及龜嶼。
- 從聖淘沙島-龜嶼的航程約30分鐘；龜嶼-「聖約翰島」的航程約30分鐘。

## 公共設施
- 公共電話 亭設在碼頭外；
- 島上各處設有三個公共盥洗室 ；
- 一個「足球場」及兩個「籃球場」；
- 島的北部設有「游泳湖」（Swimming Lagoon）

，附有「餐飲室」（Cafeteria）。

## 營地
- 設有四個「營舍」（Camp），共15幢房屋在島的西部 。

## 產業
島的南部設有新加坡農糧與獸醫局（AVA）轄下「海洋水產養殖中心」(Marine Aquaculture Centre）及「熱帶海洋學院」(Tropical Marine Science Institute）。

## 宗教場地
- 島的中部設有「回教堂」。

## 鳥類
- 巨嘴鷺：身高達1.5米，常見於沿海地帶，捕食珊瑚魚維生。
- 海皇鳩：在沿海地帶及紅樹林出沒，在馬來西亞聯邦的彭亨州之刁曼島亦有其跡影。
- 黑翅椋鳥：從印尼引進「聖約翰島」，在地勢較低的空曠地帶出沒。

## 植物
- 豬籠草：稀有的肉食植物，利用類似豬籠的葉子困住昆蟲，可在島上海岸及叢林找到。
- 螢火蟲紅樹：瀕臨絕種的紅樹，在新加坡只有在「聖約翰島」、德光島及烏敏島找到幾株。

## 外部連結
- 新加坡旅遊局
- 新加坡國家公園局 （页面存档备份，存于）（英文）

1°13′11″N 103°50′52″E / 1.21972°N 103.84778°E